# Ясенін-Малий
Ясенін-Малий (пол. Jasienin Mały) — село в Польщі, у гміні Єжув Бжезінського повіту Лодзинського воєводства.
Населення — 67 осіб (2011).
У 1975-1998 роках село належало до Скерневицького воєводства.

## Демографія
Демографічна структура станом на 31 березня 2011 року:
|          | Загалом | Допрацездатний вік | Працездатний вік | Постпрацездатний вік |
| -------- | ------- | ------------------ | ---------------- | -------------------- |
| Чоловіки | 34      | 7                  | 18               | 9                    |
| Жінки    | 33      | 4                  | 14               | 15                   |
| Разом    | 67      | 11                 | 32               | 24                   |